# Czekanów Śląski
Czekanów Śląski – przystanek osobowy w Czekanowie, w województwie śląskim, w powiecie tarnogórskim, w gminie Zbrosławice, w Polsce.
Czekanów Śląski to również nazwa niezamieszkanego przysiółka wsi Świętoszowice.